# Plaça del Rei

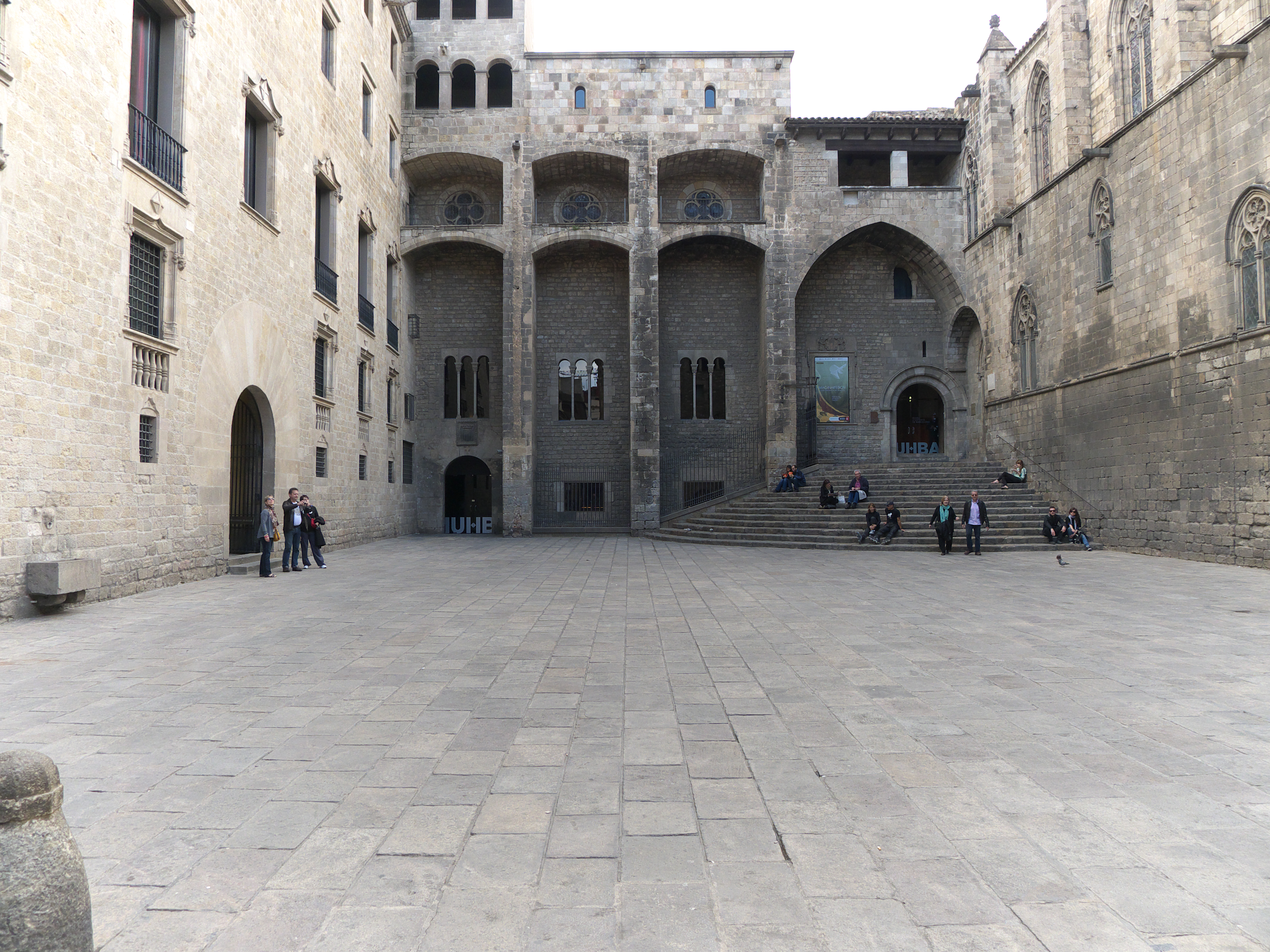
Plaça del Rei

Plaça del Rei (katalanisch für „Königsplatz“) ist eines der Wahrzeichen von Barcelona. Er befindet sich im Barri Gòtic, dem ältesten Viertel der Stadt, und ist der historische Sitz der Grafen von Barcelona und der Könige von Aragonien.

## Geschichte
Die rechteckige Form, die noch heute erhalten ist, erhielt der Platz im Zuge der Stadtentwicklung während der Herrschaftszeit von König Martin I., genannt „der Humane“, in der zweiten Hälfte des 14. Jahrhunderts. Im Zuge dieser Umgestaltung wurde der Markt, der dort traditionellerweise stattgefunden hatte, an einen anderen Ort verlegt und die Durchführung von Turnieren ermöglicht.
Der Platz ist von allen Seiten von gotischen und Renaissance-Gebäuden umgeben. Als Hauptzugang zum Platz dient an der südöstlichen Seite die Straße Carrer del Veguer. Außerdem verbindet die kleine Gasse Baixada de Santa Clara den Platz mit der Rückseite der Kathedrale.
An der nördlichen Seite steht der Palau Reial Major („Königlicher Haupt-Palast“) mit einer gotischen Fassade und dem Turm Martins I. (katalanisch: Mirador del Rei Martí). Auf der rechten Seite führt eine Treppe zum Saló del Tinell und der Santa Àgata-Kapelle, deren Fassade den Platz auf der nordöstlichen Seite abschließt. Auf der südöstlichen Seite befindet sich das Haus Casa Padellàs, Sitz des Historischen Museums der Stadt (MUHBA). Casa Padellàs ist ein gotischer Palast, der während des Baus der Via Laietana von der Straße Carrer dels Mercaders auf den Königsplatz versetzt wurde. Im Untergrund des Platzes wurden zudem Überreste der römischen Siedlung Barcino gefunden, die im Museum besichtigt werden können. Auf der östlichen Seite befindet sich der Palau del Lloctinent („Leutnants-Palast“), ein Renaissancepalast aus dem 16. Jahrhundert, in dem heute das Archiv der Krone von Aragon (Arxiu de la Corona d’Aragó, ACA) untergebracht ist.
Am südlichen Ende des Königsplatzes wurde die Skulptur „Topos V“ des Künstlers Eduardo Chillida aufgestellt. Vor vielen Jahren wurde dort eine Säule des Augustus-Tempels gefunden, die heute im Centre Excursionista de Catalunya (in der Straße Carrer del Paradís) besichtigt werden kann.
Wegen seiner geschlossenen Bauweise und seiner Akustik wird der Königsplatz häufig für Konzerte und andere Veranstaltungen genutzt.